# Agència Valenciana de Mobilitat
L'Agència Valenciana de Mobilitat, abreujadament AVM, fou un consorci encarregat de coordinar i planificar el transport públic del País Valencià. El seu successor va entrar en funcionament en 2017 com a Autoritat de Transport Metropolità de València.

## Targeta Móbilis
Pretenia ser una targeta moneder única per a qualsevol transport integrat en aquesta agència, on s'anara descomptant el cost dels trajectes que es realitzaren. La AVM tindria una caixa única d'ingressos, que hauria de gestionar i pagar després a cada operador els seus ingressos proporcionals en funció dels viatges de cada usuari. Per diferències amb FGV i EMT, i la rivalitat entre aquestes, la targeta solament va servir per a un sol transport.

## Empreses de transport

### Àrea Metropolitana de Castelló
- TRAM de Castelló

### Àrea Metropolitana de València
- Metrovalencia
- EMT
- Metrorbital
- Metrobus
- Taxi València

### Àrea Metropolitana d'Alacant
- TRAM d'Alacant
- TAM Alacant